# 9283 Martinelvis
A 9283 Martinelvis (ideiglenes jelöléssel (9283) 1981 EY17) a Naprendszer kisbolygóövében található aszteroida. Schelte J. Bus fedezte fel 1981. március 2-án.